# Hasan Hodžić
Hasan Hodžić (1873 Ljubija, okres Prijedor, osmanská říše – 29. listopadu 1936 Sarajevo, Království Jugoslávie) byl bosenskohercegovský pedagog bosňáckého původu.

## Životopis
Základní a Učitelskou školu dokončil v Sarajevu. Nato získal místo pomocného učitele v základní škole Prijedoru (od 1894). Jako stupentista Zemské vlády posléze absolvoval Vyšší pedagogickou školu (Pädagogiums) ve Vídní. Po návratu do vlasti roku 1900 působil jako dočasný učitel v obchodní škole v Brčku, načež byl umsítěn do Učitelské školy v Sarajevu (od roku 1903 nejprve jen jako prefekt čekatelského konviktu, když nahradil Edhema Mulabdiće, poté od 1904 i jako učitel), a to i po jejím přemístění do severobosenské Derventy roku 1914. Roku 1916 byl se stal řádným učitelem matematiky a přírodních věd v Šarí‘atské soudní škole (29. září 1916–5. dubna 1933, honorárně na téže pozici již 15. března 1904–2. dubna 1915). V tomto vzdělávacím zařízení zůstal až do svého odchodu do penze roku 1933.
Hasan Hodžić byl aktivní ve spolkovém životě muslimské komunity. Podílel se na vzniku a chodu podpůrného sdružení Gajret (Úsilí), přičemž roku 1909 (po necelém měsíci rezignoval pro nesouhlas se zvolením Osmana Đikiće za tajemníka) a pak v letech 1919–1920 stál v jeho čele. V tomto období po vzniku jihoslovanského státu vlastnil a společně s Šukrijou Kurtovićem a Omerem Kajtazem vydával list Budućnost (Budoucnost). V podtitulu periodika stálo Orgán pokrokových nacionalistů pro práci mezi muslimy (Organ naprednih nacionalista za rad među muslimanima), čímž chtěli dát jasně na srozuměnou své prosrbské nacionální smýšlení. Hodžićovo působení v čele Gajretu i politického listu nemělo ovšem dlouhého trvání, roku 1920 byl zvolen jiný předseda spolku a ve volbách „pokrokoví nacionalisté“ propadli.
Hasan Hodžić zemřel 29. listopadu, hned druhého dnes se uskutečnila zádušní mše a uložení ostatků ve dvoře sarajevské mešity Bakije.